# Осинбаджо, Йеми
Йеми Осинбаджо (англ. Yemi Osinbajo; род. 8 марта 1957, Лагос) — нигерийский политик, вице-президент Нигерии с 29 мая 2015 по 29 мая 2023 года.

## Биография
В 2013 году была основана партия Конгресс за прогрессивные изменения, перед Йеми Осинбаджо была поставлена задача подготовить манифест этой новой политической партии. Манифест получил название «Дорожная карта к Новой Нигерии». 17 декабря 2014 года кандидат в президенты от Конгресса за прогрессивные изменения, отставной генерал Мохаммаду Бухари, объявил Осинбаджо своим напарником в борьбе за президентское кресло на выборах 2015 года. 31 марта 2015 года Бухари был утверждён независимой Национальной избирательной комиссией в качестве победителя на президентских выборах. 29 мая 2015 года Йеми Осинбаджо стал вице-президентом Нигерии.